# Jardín de las Ocho Calles
El jardín de las Ocho Calles, también conocido como jardín Ochavado, fue un jardín de estilo italiano del siglo XVII, ubicado en el Parterre del Parque del Retiro de Madrid. Está integrado dentro del Paisaje de la Luz, un paisaje cultural declarado Patrimonio de la Humanidad el 25 de julio de 2021.

## Localización
El Jardín de las Ocho Calles estaba localizado en el lado oeste del Parque del Retiro, cercano a la entrada por la puerta de Felipe IV, iba desde el Casón del Buen Retiro hasta la Fuente de la Alcachofa y el Estanque Grande del Buen Retiro.

## Descripción
Era un jardín de estilo italiano formado por 8 calles de arena que se cruzaban en una plazoleta circular. Estas calles, poseían una estructura de madera donde se abrían algunos ventanales y cubiertas con membrillos, moreras y rosales que daban sombra a los paseantes. Las ocho calles formaban una estrella que se cruzaban en una plaza central circular. Una de estas calles desembocaba en el Estanque Ochavado, hoy conocido como Estanque de las Campanillas, único elemento del siglo XVII que ha llegado a nuestros días, junto con el Estanque Grande del Buen Retiro.

## Historia
Aunque su autor es desconocido, se cree que el Jardín de las Ocho Calles fue obra de un arquitecto italiano. Sobre este jardín, se proyectó el actual Jardín del Parterre, construido durante el reinado de Felipe V (1724-1746). Un siglo después, tras la ocupación francesa y la guerra de la independencia, el jardín presentaba un lamentable aspecto, muy deteriorado. Fue el jardinero mayor, Francisco Viet, quien reconstruyó el espacio respetando el trazado original, que presenta en la actualidad.